# Německá národně lidová strana

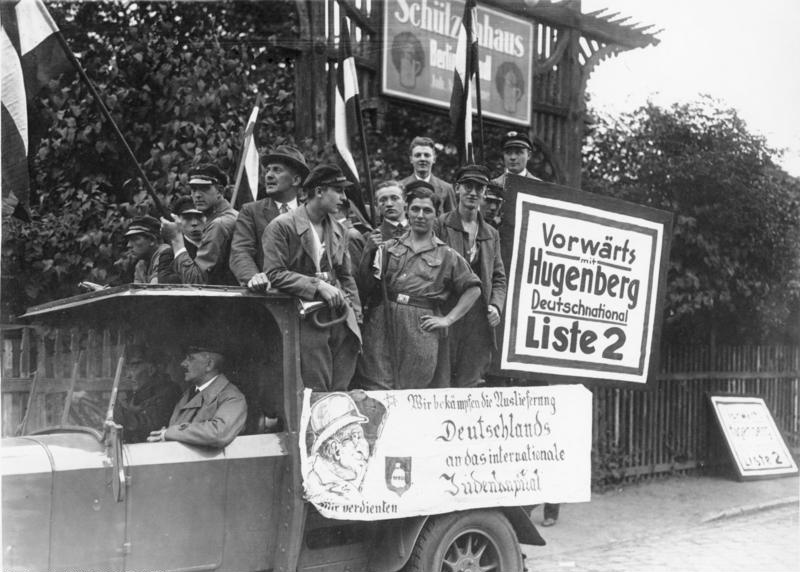
Antisemitská volební kampaň před volbami v roce 1930

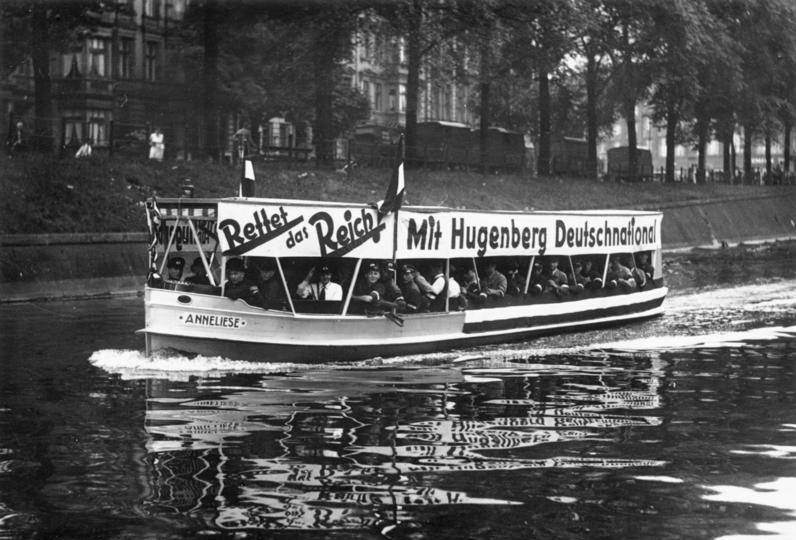
Kampaň před volbami v červnu 1932

Německá národně lidová strana (nebo také Německá nacionální lidová strana, německy Deutschnationale Volkspartei, zkratka DNVP) byla pravicová národně konzervativní politická strana, působící v Německu v období Výmarské republiky. Strana se hlásila k ideologiím nacionalismu, národního liberalismu, antisemitismu, císařského monarchismu a konzervatismu.

## Historie
Poté, co se zpočátku profilovala jako jednoznačně protirepublikánská strana, jak se též prokázalo během Kappova puče v roce 1920, se od poloviny dvacátých let 20. století podílela jak na zemských, tak na říšských vládách.
Po volební prohře v roce 1928 a po zvolení Alfreda Hugenberga do čela strany se strana opětovně přiklonila k nacionálním postojům. Strana později spolupracovala s NSDAP, v červnu 1933 se její poslanecký klub s klubem NSDAP sloučil.

## Předsedové
- 1918–1924 Oskar Hergt
- 1924–1928 Kuno von Westarp
- 1928–1933 Alfred Hugenberg

## Volební výsledky a zastoupení v zákonodárných sborech
Volební výsledky strany do Říšského sněmu.
| Volby       | Celkové hlasy  | Procenta | Získaná křesla | +/–         | Lídr kandidátky              |
| ----------- | -------------- | -------- | -------------- | ----------- | ---------------------------- |
| 1919        | 3 121 479 (4.) | 10,3 %   | 44 / 423       | Nová strana | Arthur von Posadowsky-Wehner |
| 1920        | 4 249 100 (3.) | 15,1 %   | 71 / 459       | ▲ +27       | Oskar Hergt                  |
| 1924 (V.)   | 5 696 475 (2.) | 19,5 %   | 95 / 472       | ▲ +24       | Oskar Hergt                  |
| 1924 (XII.) | 6 205 802 (2.) | 20,5 %   | 103 / 493      | ▲ +8        | Kuno von Westarp             |
| 1928        | 4 381 563 (2.) | 14,2 %   | 73 / 491       | ▼ -30       | Kuno von Westarp             |
| 1930        | 2 457 686 (5.) | 7,0 %    | 41 / 577       | ▼ -32       | Alfred Hugenberg             |
| 1932 (VII.) | 2 178 024(5.)  | 5,9 %    | 37 / 608       | ▼ -4        | Alfred Hugenberg             |
| 1932 (XI.)  | 3 792 563 (5.) | 8,3 %    | 52 / 584       | ▲ +15       | Alfred Hugenberg             |
| 1933 (III.) | 3 136 760 (5.) | 8,0 %    | 52 / 647       | ▬ ±0        | Alfred Hugenberg             |